# Cryphia brunnea
Cryphia brunnea là một loài bướm đêm trong họ Noctuidae.